# Ивченко, Лидия Леонидовна
Ли́дия Леони́довна И́вченко (род. 25 декабря 1956) — советский и российский историк, кандидат исторических наук, специалист в области изучения Отечественной войны 1812 года. Заведующая отделом изобразительных фондов Государственного музея А. С. Пушкина, заслуженный работник культуры РФ.

## Биография
В 1981 году окончила Исторический факультет Московского государственного педагогического института им. В. И. Ленина. Работала в Государственном Бородинском военно-историческом музее-заповеднике и главным хранителем музея-панорамы «Бородинская битва». Ныне — заведующая отделом изобразительных фондов Государственного музея А. С. Пушкина. Была награждена Благодарственным письмом министра культуры за создание основной экспозиции «Битва гигантов» на Бородинском поле.
В 2005 году защитила диссертацию на соискание учёной степени кандидата исторических наук по теме «Бородинское сражение: источники, историография, проблемы исторической реконструкции».
Публикации Ивченко, основанные на обширном корпусе исторических и историографических источников (включая письма, дневники и воспоминания участников Отечественной войны 1812 года), внесли значительный вклад в разработку истории Бородинского сражения 24—26 августа (5—7 сентября) в плане хронометрии и хода битвы, а также планов сторон и их реализаций.